# Porträtt av Frédéric Chopin och George Sand
Porträtt av Frédéric Chopin och Georg Sand är en ofullbordad oljemålning av den franske konstnären Eugène Delacroix från 1838. Målningen var i konstnärens ägo till hans död 1863, kort därefter delades den och såldes som två olika porträtt. Porträttet av den polske tonsättaren Frédéric Chopin ingår i Louvrens samlingar i Paris medan porträttet av franska författaren George Sand tillhör Ordrupgaard utanför Köpenhamn.
Chopin och Sand möttes 1836 och inledde ett förhållande 1838. Under denna tid skrev Chopin flera av sina mästerverk, men hans hälsa försämrades allt mer och strax före hans död 1849 gick paret skilda vägar. Det var Sand som introducerade Chopin till Delacroix och de båda männen utvecklade med tiden en nära vänskap.

## Bilder

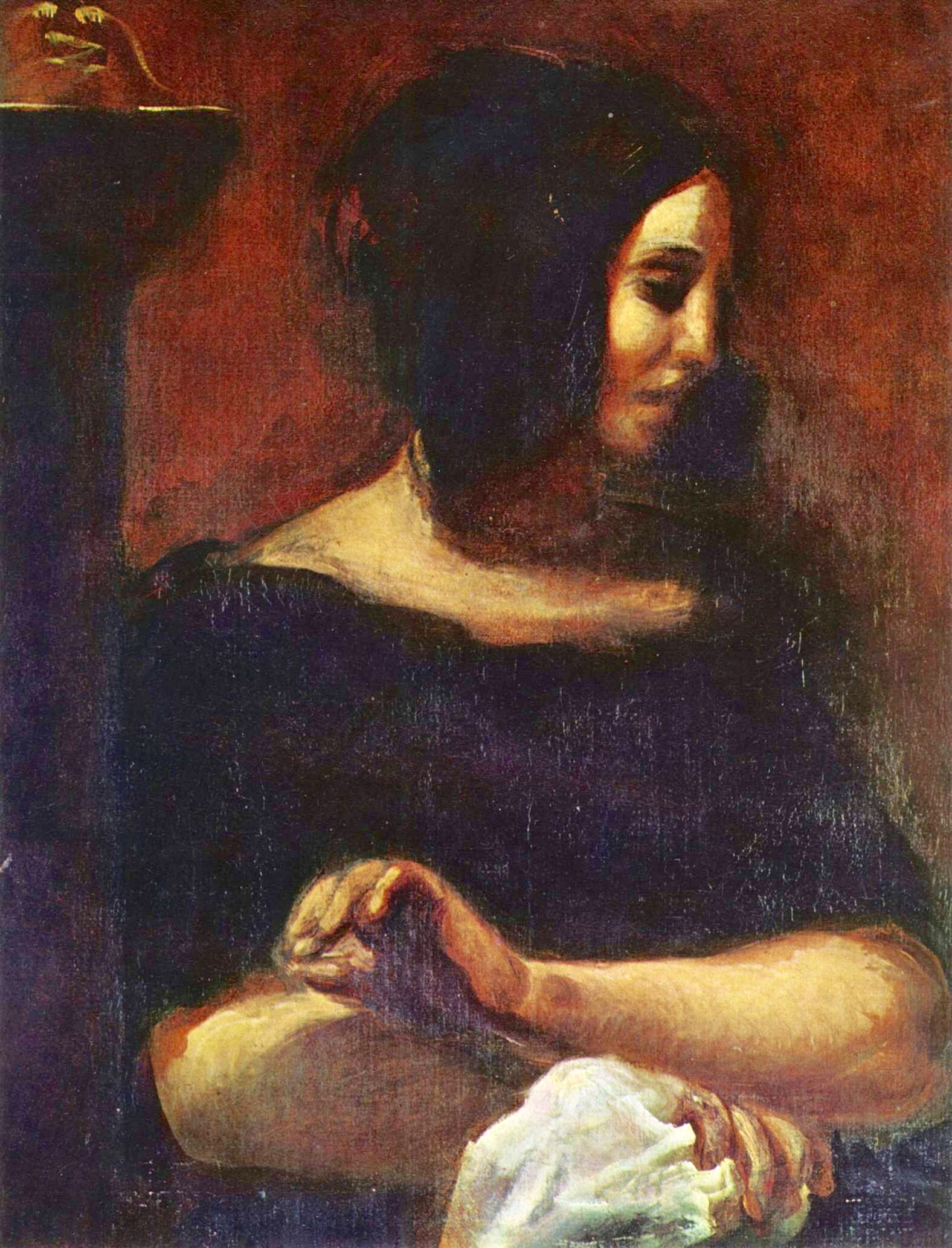
Porträtt av George Sand (78 x 56,5 cm), Ordrupgaard
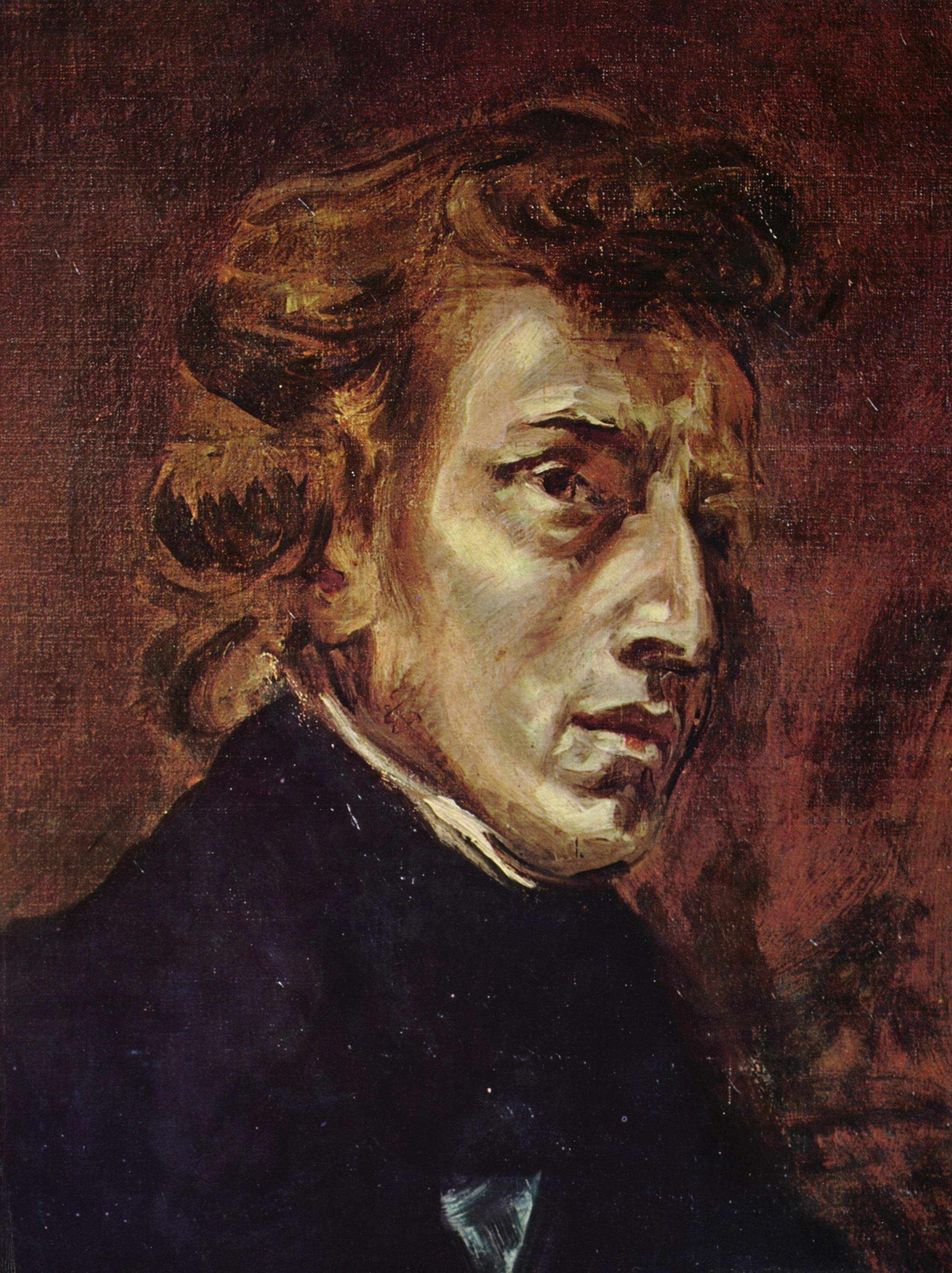
Porträtt av Frédéric Chopin (46 x 38 cm), Louvren.